# Mas Clastés
Mas Clastés és una masia del municipi d'Albanyà inclosa en l'Inventari del Patrimoni Arquitectònic de Catalunya.

## Descripció
Masia construïda a partir d'un nucli primitiu al que s'hi afegiren d'altres dependències fruit del desenvolupament agrari. L'habitatge constava d'una planta baixa destinada a les quadres pel bestiar, que actualment és el menjador, la primera i segona planta amb habitacions. El nucli principal té les cobertes inclinades a la façana principal; en data posterior segurament, s'hi afegiria l'enorme porxada que corre tota la façana. Són sis arcades de punt rodó que donen accés a la planta baixa. Així mateix aquest porxo dona lloc a una eixida, situada a recer de la tramuntana. En una finestra que dona a l'eixida trobem la data 1822.Actualment l'entrada es fa per una porta d'arc rebaixat situada al darrere. Prop d'aquesta porta hi ha una mena de passadís que possibilita donar la volta a la masia. Aquest passadís-magatzem està cobert per una volta gairebé de punt rodó.L'aparell és diferent segons les èpoques. A diferents indrets (porxo i parets adjacents) veiem pedres lleugerament escairades, molt poc. En altres llocs apareixen carreus ben escairats.